# Пертате
Пертате је насеље у Србији у општини Лебане у Јабланичком округу. Према попису из 2022. било је 1.207 становника.

## Демографија
У насељу Пертате живи 1203 пунолетна становника, а просечна старост становништва износи 39,6 година (39,1 код мушкараца и 40,1 код жена). У насељу има 374 домаћинства, а просечан број чланова по домаћинству је 4,17.
Ово насеље је великим делом насељено Србима (према попису из 2002. године).
|  |

| Демографија | Демографија | Демографија |
| Година      | Становника  | Становника  |
| ----------- | ----------- | ----------- |
| 1948.       | 1.246       |             |
| 1953.       | 1.321       |             |
| 1961.       | 1.381       |             |
| 1971.       | 1.424       |             |
| 1981.       | 1.535       |             |
| 1991.       | 1.426       | 1.387       |
| 2002.       | 1.559       | 1.617       |
| 2011.       | 1.312       |             |
| 2022.       | 1.207       |             |

| Етнички састав према попису из 2002.‍ | Етнички састав према попису из 2002.‍ | Етнички састав према попису из 2002.‍ | Етнички састав према попису из 2002.‍ | Етнички састав према попису из 2002.‍ |
| ------------------------------------ | ------------------------------------ | ------------------------------------ | ------------------------------------ | ------------------------------------ |
|                                      |                                      |                                      |                                      |                                      |
| Срби                                 | Срби                                 |                                      | 1.404                                | 90,05%                               |
| Роми                                 | Роми                                 |                                      | 149                                  | 9,55%                                |
| Македонци                            | Македонци                            |                                      | 3                                    | 0,19%                                |
| Југословени                          | Југословени                          |                                      | 1                                    | 0,06%                                |
| непознато                            | непознато                            |                                      | 1                                    | 0,06%                                |

| Година пописа     | 1948. | 1953. | 1961. | 1971. | 1981. | 1991. | 2002. |
| ----------------- | ----- | ----- | ----- | ----- | ----- | ----- | ----- |
| Број домаћинстава | 193   | 236   | 266   | 295   | 334   | 330   | 374   |

| Број чланова      | 1  | 2  | 3  | 4  | 5  | 6  | 7  | 8  | 9 | 10 и више | Просек |
| ----------------- | -- | -- | -- | -- | -- | -- | -- | -- | - | --------- | ------ |
| Број домаћинстава | 27 | 61 | 47 | 80 | 59 | 62 | 26 | 10 | 1 | 1         | 4,17   |

| Пол    | Укупно | Неожењен/Неудата | Ожењен/Удата | Удовац/Удовица | Разведен/Разведена | Непознато |
| ------ | ------ | ---------------- | ------------ | -------------- | ------------------ | --------- |
| Мушки  | 647    | 116              | 460          | 56             | 12                 | 3         |
| Женски | 608    | 51               | 463          | 77             | 13                 | 4         |
| УКУПНО | 1.255  | 167              | 923          | 133            | 25                 | 7         |

| Пол    | Укупно                    | Пољопривреда, лов и шумарство | Рибарство                            | Вађење руде и камена | Прерађивачка индустрија       |
| ------ | ------------------------- | ----------------------------- | ------------------------------------ | -------------------- | ----------------------------- |
| Мушки  | 359                       | 232                           | 0                                    | 0                    | 38                            |
| Женски | 207                       | 145                           | 0                                    | 0                    | 24                            |
| УКУПНО | 566                       | 377                           | 0                                    | 0                    | 62                            |
| Пол    | Производња и снабдевање   | Грађевинарство                | Трговина                             | Хотели и ресторани   | Саобраћај, складиштење и везе |
| Мушки  | 6                         | 7                             | 48                                   | 4                    | 7                             |
| Женски | 0                         | 0                             | 16                                   | 1                    | 1                             |
| УКУПНО | 6                         | 7                             | 64                                   | 5                    | 8                             |
| Пол    | Финансијско посредовање   | Некретнине                    | Државна управа и одбрана             | Образовање           | Здравствени и социјални рад   |
| Мушки  | 0                         | 1                             | 2                                    | 7                    | 3                             |
| Женски | 0                         | 0                             | 2                                    | 5                    | 11                            |
| УКУПНО | 0                         | 1                             | 4                                    | 12                   | 14                            |
| Пол    | Остале услужне активности | Приватна домаћинства          | Екстериторијалне организације и тела | Непознато            | Непознато                     |
| Мушки  | 2                         | 0                             | 0                                    | 2                    | 2                             |
| Женски | 0                         | 0                             | 0                                    | 2                    | 2                             |
| УКУПНО | 2                         | 0                             | 0                                    | 4                    | 4                             |

## Познате личности
- Доментијан Павловић, епископ врањски
- Лазар Ранђеловић, српски фудбалер